# Mieczysław Michalski (ekonomista)
Mieczysław Brunon Michalski (ur. 5 listopada 1938, zm. 10 lutego 2025 w Łodzi) – polski ekonomista, siatkarz i trener siatkarski; pomysłodawca przekształcenia fabryki Izraela Poznańskiego w Łodzi w centrum handlowe.

## Życiorys
Od 1958 roku, jako student Wyższej Szkoły Ekonomicznej w Łodzi, był zawodnikiem drużyny siatkarskiej AZS Łódź, w późniejszym okresie również zawodnikiem oraz trenerem Resursy Łódź. Z czasem, jako ekonomista, został autorem lub współautorem programów restrukturyzacyjnych naprawczo-dostosowawczych i przekształceniowych dla ponad 20 zakładów przemysłowych. W 1991 opracował propozycje regionalnej polityki restrukturyzacji przemysłu regionu łódzkiego, jest również autorem publikacji opisujących metody wyjścia z kryzysu przedsiębiorstw oraz dostosowania ich do warunków rynkowych.
W 1990 Michalski został tymczasowym dyrektorem, a w 1991 likwidatorem Zakładów Przemysłu Bawełnianego „Poltex” w Łodzi. W 1995 po ugodzie z wierzycielami przedsiębiorstwa powstała spółka, w której objęli oni akcje, Michalski zaś został jej prezesem. Michalski, poszukując strategicznego inwestora dla kompleksu fabrycznego, doprowadził do wpisania go do rejestru zabytków, celem uchronienia dawnej fabryki przed wyburzeniem. W 1997 upadający „Poltex” utworzył spółkę z inwestorem – konsorcjum firmy Ducatel i Cypriana Kosińskiego. „Poltex” wniósł do spółki 27 hektarów terenu wraz z zabytkowymi budynkami przemysłowymi – majątek ten wówczas wyceniono na 8 mln zł. Planowana inwestycja, w postaci centrum handlowego i kasyn, nie powiodła się, a spółkę sprzedano francuskiej firmie Apsys. Nowy inwestor rozpoczął na terenie „Poltexu” budowę centrum handlowo-kulturalnego Manufaktura. Od 2001 Michalski był prezesem firmy „Poltex W”, będącej większościowym udziałowcem pabianickich zakładów „Pamotex”.
W związku z donosem, dotyczącym prania brudnych pieniędzy w związku z budową centrum handlowego, 22 marca 2004 Michalski został zatrzymany przez Agencję Bezpieczeństwa Wewnętrznego – obok niego na ławie oskarżonych zasiadł Cyprian Kosiński oraz dwie inne osoby. Podczas śledztwa przesłuchano kilkudziesięciu świadków. Michalskiemu zarzucano poświadczenie nieprawdy i zaniżenie wartości sprzedanych za 8 mln zł budynków, które według prokuratury miały być warte co najmniej 20 milionów złotych. 14 czerwca 2006 Sąd Okręgowy w Łodzi uniewinnił wszystkich oskarżonych, natomiast sędzia Marek Chmiela w uzasadnieniu wyroku uznał: Ten akt oskarżenia to jakieś nieporozumienie. Gdyby nie ci ludzie, tam byłyby dziś ruiny.
Od 2010 Michalski pełnił funkcję wiceprezesa Łódzkiego Oddziału Polskiego Towarzystwa Ekonomicznego.
4 czerwca 2014, w 25 rocznicę pierwszych wolnych wyborów, w Centrum Dialogu im. Marka Edelmana w Łodzi w ramach zorganizowanego przez łódzki oddział „Gazety Wyborczej” plebiscytu zostały przyznane nagrody w kategoriach „człowiek 25-lecia wolnej Polski” i „wydarzenie 25-lecia wolnej Polski”. Według łodzian, najważniejszym momentem, wciągu poprzednich 25 lat było powstanie Manufaktury, na drugim miejscu znalazł się upadek przemysłu lekkiego w Łodzi. Nagrodę wspólnie odebrali Mieczysław Michalski oraz dyrektor centrum handlowego – Sławomir Murawski.
Został pochowany 18 lutego 2025 roku w części rzymskokatolickiej Starego Cmentarza w Łodzi.

## Odniesienia w kulturze
- Michalski obok Izraela Poznańskiego i Jerzego Dłużniewskiego jest jednym z bohaterów książki Michała Matysa „Łódzka fabryka marzeń: od afery do sukcesu” (2011)[10].
- Mieczysław Michalski obok Izraela Poznańskiego stał się bohaterem (niedookreślonym z nazwiska) drugiego aktu opery pt. „Człowiek z Manufaktury” skomponowanej przez Rafała Janiaka i w reżyserii Waldemara Zawodzińskiego. Przedstawienie pokazuje jego zmagania ze strajkami włókniarek oraz oskarżeniami mediów o działalność na szkodę zakładów „Poltex”[18][19].

## Wyróżnienia
- Krzyż Zasługi[9]
- Krzyż Kawalerski Orderu Odrodzenia Polski – za wybitne zasługi w restrukturyzacji i rozwoju regionu łódzkiego (1999)[20].
- Odznaka „Za Zasługi dla Miasta Łodzi” (2006)[9]
- Złota Odznaka Honorowa z Wieńcem Polskiego Towarzystwa Ekonomicznego (2008)[21]
- Nagroda Miasta Łodzi (2009)[11].
- Nagroda „Tygla Kultury” – Sprężyna – przyznawana za działania wykraczające poza zwyczajowo przyjęte obowiązki, wprowadzające ożywczy ferment w umysłowe życie środowiska, Łodzi, regionu (2011)[22]
- Honorowa Odznaka Łódzkiej Rodziny Siatkarskiej (2020)[23][8]